# Karlebo Mølle
Karlebo Mølle er en jordstående hollandsk vindmølle, der krøjer med vindrose. Møllen, der er opført i 1835, består af en ottekantet overbygning med spåntækning på et grundmuret fundament. Den har kælder og gennemkørsel til vogntrafik. Møllen er senest restaureret i 2013 med nye vinger og reparationer på dele af mølleværket. Driften ophørte i 1946, men lokale initiativer sikrede, at den blev bevaret og løbende restaureret. Siden 1981 har den været ejet af først Karlebo Kommune og fra 2007 af Fredensborg Kommune, mens møllelauget er initiativtager til de aktiviteter, der er på møllen, som har status af museumsmølle. Den 4. august 2013 arbejdede møllen for første gang i 65 år.

## Konstruktion og teknik
Karlebo Mølle er en ottekantet hollandsk mølle med kælder og gennemkørsel til vogntransport. Den ligger på en bakke, kaldet ”Bassebjerg”, hvor det var muligt at grave gennemkørslen ind i bakken.
Møllen har fire lofter og er beklædt med spån. Hatten er bådformet. Vingerne har sejl og vindbrædder. Vingerne har hækværk til sejl, mens krøjeværket er styret af en vindrose. Af gamle fotografier fremgår, at møllen oprindelig har været udstyret med manuelt betjent krøjeværk. Den store modernisering af møllen, som forøgede dens kapacitet og lettede det daglige arbejde for mølleren er foregået mellem 1910 og 1915.

### Opbygning i etager

#### Broloftet
Det nederste loft, Broloftet, har navn efter broen, som er den konstruktion, der bærer kværnene på loftet ovenover. De kraftige stolper kaldes brostolperne Der er her bevaret en del af det oprindelige udstyr, bl.a. skallekværnen og to sigter til at sigte melet. Omkring 1910 blev der på broloftet indstalleret en lille kværn, der var trukket af petroleumsmotor; den blev i 1923 erstattet af en eldrevet motor, således at produktionen løbende kunne udvides. I 2025 er dette loft indrettet med plancher, der oplyser om møllens udseende og historie.

#### Kværnloftet
Kværnen, der maler kornet, er placeret på kværnloftet. I løbet af 1700 -tallet udvikledes det såkaldte stjernehjul, en mekanisme, der fordeler kraften til kværnene. I Karlebo Mølle er dette installeret på kværnloftet. Forskellen i diameter på stjernhjulet og kværnenes mindre stokkedrev øgede kværnenes hastighed betragteligt i forhold til tidligere møllers egenskaber. Der er opstillet to kværne, en melkværn og en gruttekværn. Selve hovedakslen, der løber tværs ned gennem møllen, ender på dette niveau i et leje.

#### Lorrisloftet
Næste loft, lorrisloftet domineres af hejseværket, hvorfra det gennem lemme har været muligt at hejse sække op og ned efter behov. Stokkene har midtpå været forsynet med et tov eller kæde, der gik ned til gennemkørslen.

#### Møllehatten
Vingeakslen, der bærer vingerne, er via et hathjul forbundet til et stort vandret kamhjul i toppen af møllen. Dette kamhjul kaldes ”krondrevet” og er normalt lavet af træ. Når møllen er i funktion, er hathjulet og krondrevet i indgreb, hvilket vil sige, at tænderne på hjulene er skubbet ind mellem hinanden. Rundt om hattehjulet sidder møllens bremse, persen.

## Historie
På ”Bassebjerg” lå der fra 1723 til 1835 en stubmølle, som blev drevet sammen med en vandmølle i et dobbeltanlæg. Endvidere var der en hestemølle knyttet til anlægget. Da stubmøllen brændte i 1835 opførtes den hollandske mølle, som stod færdig på blot 5 måneder. Fra ca. 1860 blev møllens indtægter suppleret med salg af andre produkter, brændevin, urtekram og slagtervarer. Møllegården og hestemøllen brændte i 1906, hvorefter gården blev genopført, mens hestemøllen blev nedlagt. Møllen var i brug indtil 1946, hvor den ikke længere kunne klare sig i konkurrencen med de elektriske industrimøller. Møllen blev fredet i 1950, og da ejeren af Karlebo Møllegaard indvilgede i at restaurere den, blev den nedlægningstruede mølle bevaret. Møllen, der nu er delvis funktionsdygtig ejes af Fredensborg Kommune.